# Српско књижарство
Српско књижарство има дугу и богату историју. До значајнијег развоја књижарства долази у крајевима Србије који нису били под османском управом односно након ослобођења српских земаља од турске окупације. Надлежно удружење струке у Србији је Удружење издавача и књижара Србије.

## Штампарије у Србији током 15. и 16. века
Док се у Европи у 15. веку развијала штампарија и на тај начин повећавала доступност књига, на територији Србије су због доласка Османлија једини центри културе били манастири. Школе и јавне установе за српски народ нису постојале све до Првог и Другог српског устанка. Ипак, у 16. веку у Србији је било више штампарија. Једна је припадала приватном лицу Радиши Димитријевићу, а остале цркви и налазиле су се у манастирима Рујно, Грачаница, Милешева и Мркшина црква.

### Штампарија манастира Рујно
Штампарија у Рујну штамапала је само једну књигу, и то Четворојеванђеље.Такође је започет и молитвеник, али се не зна када се то догодило. Четворојеванђеље је завршено 1537. године. Писао га је монах Теодосије.
Данас рујански манастир не постоји, а претпоставља се да се налазио негде у околини Ужица. Слова Четворојеванђеља по свом изгледу указују на то да нису ливена у матрицама, већ да су цела резана у плочама. Читаво јеванђеље је рађено из две врсте слова, која су неједнаког, грубог, па чак и ружног облика. Било је чак и полемике да је ово рујанско Четворојеванђеље уопште плод штампарског рада, или је реч о ксилографској техници. Ксилографија је техника резања било текста, било слике, било једног и другог, на једном комаду дрвене плоче.

### Штампарија манастира Грачаница
У штампарији манастира Грачаница штампана је такође једна књига, и то Октоих од пет до осам гласова. Октоих се користи приликом певања на служби у цркви, када хор пева тескт из ове црквене књиге. Књига Октоих штампана је 1539. године. У њеном предговору пише да га је штампао раб Димитрије. На насловној страни Октоиха налази се слика манастира Грачаница, а изнад куполе манастира пише ’Митрополија Грачаница’. Све досад навдене књиге штампане су старословенским писмом српске рецензије.

### Штампарија манастира Милешева
Према штурим подацима, у штампарији манастира Милешева која је радила 1534 − 1535. године, штампане су две књиге и то: Псалтир, који су радили јеромонаси Мардарије и Теодор, и Требник, који су радили ђакон Дамјан и Милан из Обне у Црном Загорју на Сави. Порекло штампарије је сасвим јасно, јер у поговору Псалтира манастира Милешева стоји текст који су саставли јеромонаси. Није познато где су Мардарије и Теодор стекли знање о штампању књига, али се претпоставља да су дуже време провели у Млецима, и да су тамо научили занат. Порекло слово је очигледно млетачко, ли се она разликују од слова у осталим штампаријама.
Манастир Милешева био је богат, за разлику од осталих, па се претпоставља да су јеромонаси, односно сам манастир, могли да реше материјалне трошкове, као и куповину слова, чак више типова. Павле Ровински штампарију у Милешеву спомиње у Херцеговини, Рујански манастир у Србији, а Камену Реку у Старој Србији.

### Штампарија Мркшине цркве
У штампарији манастира Мркшина црква штампано је Јеванђеље које је завршено 1562. године, а штампао га је јеромонах Мардарије. Очигледно је да је Мардарије и резао и лио слова за Јеванђеље манастира Мркшина црква. Осим овог Јеванђеља, 1566. године штампана је друга Мардаријева књига, Цветни триод. Ова штампарија је последња у низу наших најстаријих шптампарија. Откако је она престала са радом па све до 1831. године, на територији Србије није било ни једне штампарије (265 година).

## Штампарија Димитрија Давидовића
Почетком 19. века, након завршетка Првог и Другог српског устанка, многи интелектуалци одлазе у Беч и Пешту, где су одвојени од свог народа, али раде за његову добробит.
У Бечу, два студента Димитрије Давидовић и Димитрије Прушић, почетком 19. века долазе на идеју да поново покрену иѕдавање српских новина. Димитрије Прушић је био лекар и отворио је у Трсту приватну праксу. Прикупљао је прилоге богатих Срба у Трсту и Венецији. Димитрије Давидовић је добио помоћ из Војводине. Тако су са нешто својих средстава и нешто прилога успели да купе штампарију Бечу. Касније је Димитрије Прушић напустио рад. Давидовић је био ентузијаста и наш први новинар, који је поред студија изучавао и штампарство и сам радио у штампарији.
Године 1813. он је покренуо Новине сербске из царске Вијене. Ове новине излазиле су свакодневно, осим недељом и празницима.Ове новине су обрађивале тематику искључиво из живота Срба, па су то у ствари прве српске новине. Исте године Вук Стефановић Караџић прелазу у Беч. У овим новинама Вук је први пут објавио један мали чланак, који ће запазити Јернеј Копитар, цензор за словенске књиге Царске библиотеке у Бечу. Од тог тренутка почиње стална сарадња између Вука и Јернеја.
Око групе коју су сачињавали Давидовић, Вук Караџић и Јернеј Копитар, окупиће се најпознатији представници српске књижевности 19. века и помагаће њихов рад. Ту су још Ђура Даничић, Бранко Радичевић, а касније и Јован Јовановић Змај.
Штампарија је пала под стечај и тако престала са радом. Димитрије Давидовић покушао је да штампарију пренесе у Србију, међутим није успео и морао је да напусти Беч. Вратио се у Србију, где је радио као први српски новинар.

## Прва државна штампарија у новој Србији
Према Хатишерифу из 1830. године, Србија је, поред других аутономних права, добила и право оснивања штампарија. Већ 1831. године у Београду је основана прва штампарија у обновљеној Србији: Књажеско − србска књигопечатња, која је убрзо добила популарни назив Типографија.
Штампарија, тј. Типографија, била је најпре смештена у скромној кући кнеза Милоша, на углу данашње Чубрине улице и Улице краља Петра. Иако је исте године када је отворена штампарија пресељена у Крагујевац, она је 1835. године дефинитивно враћена у Београд. Када је враћена, штампарија је смештена у стари конак кнеза Милоша. Горњи спрат конака држала је Богословија, а у приземљу се налазила Типографија. Међутим, како је та кућа била неадекватна, штампарија се сели у пространу и чврство грађену кућу у сокаку код Варош капије.
Први званични штампар у Београду био је Немац Адолф Берман, који је стигао из Петрограда. Рођен у Хановеру, Берман је занат изучио код брата у Бечу. Немирна духа и радознао, самовољан али и надарен, Берман је задавао приличне муке и самом кнезу Милошу, али му је овај због његовог умећа доста опраштао.

## Старе српске књижаре и књижари

### Глигорије Возаровић
1837. године Глигорије Возаровић је сазидао сопствену кућу у Поп Лукиној 18. Према запису Ота Пирха, Возаровић је своју прву импровизовану књижару и књиговезницу отворио одмах по доласку у Београд, али се тек 1829. година може узети као година када је прорадила прва књижара. Нажалост, ниједне од ових зграда више нема. Прва Возаровићева радња била је мали дућан са неколико камених степеница и остављала је бедан утисак. Возаровић је у почетку радио сам, а када се оженио помагала му је његова жена Сара. Тек касније, када му се посао разгранао, а нарочито од када је 1831. године прорадила Државна штампарија у Београду, запослио је шегрте и калфе. У почетку није имао превише посла, али оно што је повезиовао од књига одликовало се солидношћу и елеганцијом каквих до тада није било у Србији. Иако је за повезивање употребљавао најједноставнија средства: канап, туткало, восак и жицу, књиге које је радио представљају трајно коричарско достигнуће.
Како са својим књиговезачким занатом спочетка није имао много посла, одмах је почео да тргује књигама. У обновљеној Србији није било књига, осим часловаца и псалтира, који су у малобројним школама служили као уџбеници. На почетку, свог књижарског рада набављао је старе неукоричене књиге, повезивао их и продавао ретким купцима. Биле су то углавном књиге које су се штампале с оне стране Саве и Дунава. Касније је набављао и немачке и француске, а такође је умножавао и ширио периодична издања. Ото Пирх у свом путопису каже да у Возаровићевом дућанчићу има српских, немачких и француских књига, и не само књига већ и немачких и бечких новина, затим мда се ту могу наћи Новине сербске, пештански Србски народни листи и друго.
Откада је 1834. године изашао први број Новина србских, у Возаровићевој књижари су се почели скупљати Димитрије Давидовић, Вук Стефановић Караџић, Димитрије Исаловић, Димитрије Тирол, Цветко Рајовић, Лазар Арсенијевић Баталка, Ђорђе Зорић и други. Занимљиво је да Глигорије Возаровић није књиге продавао само у књижари, него је преко огласа у листовима и часописима позивао купце да дођу и виде каквих књига и новина има на продају. Дакле, раних тридесетих година 19. века, Возаровићева књижара је постала прави духовни центар Београда.
Свој прави издавачки рад је почео 1832. године, Србским стихотворенијамаод Гаврила Ковачевића и Павла Стаматовића. Потом се латио издавања елокуоних дела Доситеја Обрадовића, кога је веома поштовао. Након штампања Доситејевих од 1832. до 1846. је објавио 31 издање. Почео је са пуно вештине да бира популарна дела, намењена малом кругу оних образованих читалаца који су доскоро сачињавали слушалачку публику гуслара и народних приповедача. За ту врту читалачке публике издвајао је: Давидовићев Забавник, Бој змаја с орловима, Пјесн храбрим сербијаном...

### Прва јавна библиотека
У књижари код Возаровића скупљала се ондашња интелигенција и сви они који су уживали углед у вароши и имали важнију улогу у културном и друштвеном животу (Вук, Димитрије Давидовић, Димитрије Исаловић, Димитрије Тирол,Ђура Митутиновић и други). Сигурно је да су овакви скупови у књижари−читаоници, навели, између осталог, Глигорија Возаровића на помисао о оснивању прве јавне библиотеке. Библиотека вароши београдске отворена је и освећена 15. фебруара 1832. године, на дан Св. апостола Онисима. Од децембра 1832. библиотека је по наређењу кнеза имала обавезан примерак свих књига и осталих публикација које су се штампале у Државној штампарији. Библиотека Глигорија Возаровића називана је различито (нпр. Библиотека београдкса, Библиотека сербска, Варошка библиотека итд.) без обзира на то што би се њеним правим именом морао сматрати назив Библиотека вароши београдске.

### Црвени крст на Врачару
Глигорије Возаровић је на један заиста посебан начин заувек обележио Београд. Понет идејом српства и националног бића, дуги низ година трагао је за местом на коме је спаљен Свети Сава. Наишавши на податак да би то могло бити место на Врачару, купио је тамо 1847. године њиву за 8 дуката. Дуго је ово место носило име по Возаровићевом крсту који је ту подигао, али када га је много година касније Друштво Светог Саве обнављало и скроз обојило црвеном бојом, добило је име Црвени крст.

## Значајни београдски књижари 20.века
- Геца Кон
- Светислав Б. Цвијановић
- Драгутин Ђуковић
- Тома Јовановић
- Душан Славић
- Драгослав М. Петковић
- Александар М. Поповић
- Бранко В. Сујић
- Јеремија Џелебџић
- Здравко Спасојевић
- Лазар Вукићевић
- Драгољуб Марковић
- Бошко Вељковић
- Десимир Лазаревић
- Стојан Милеуснић
- Глигорије Ђерић
- Милан Вуковић